# 吴健生
吴健生（1923年—1999年），男，北京人，中国结构工程专家，曾任天津大学教授、博士生导师，国务院学位委员会第二届学科评议组成员。